# Channapura, Belur
Channapura là một làng thuộc tehsil Belur, huyện Hassan, bang Karnataka, Ấn Độ.